# Коловерти

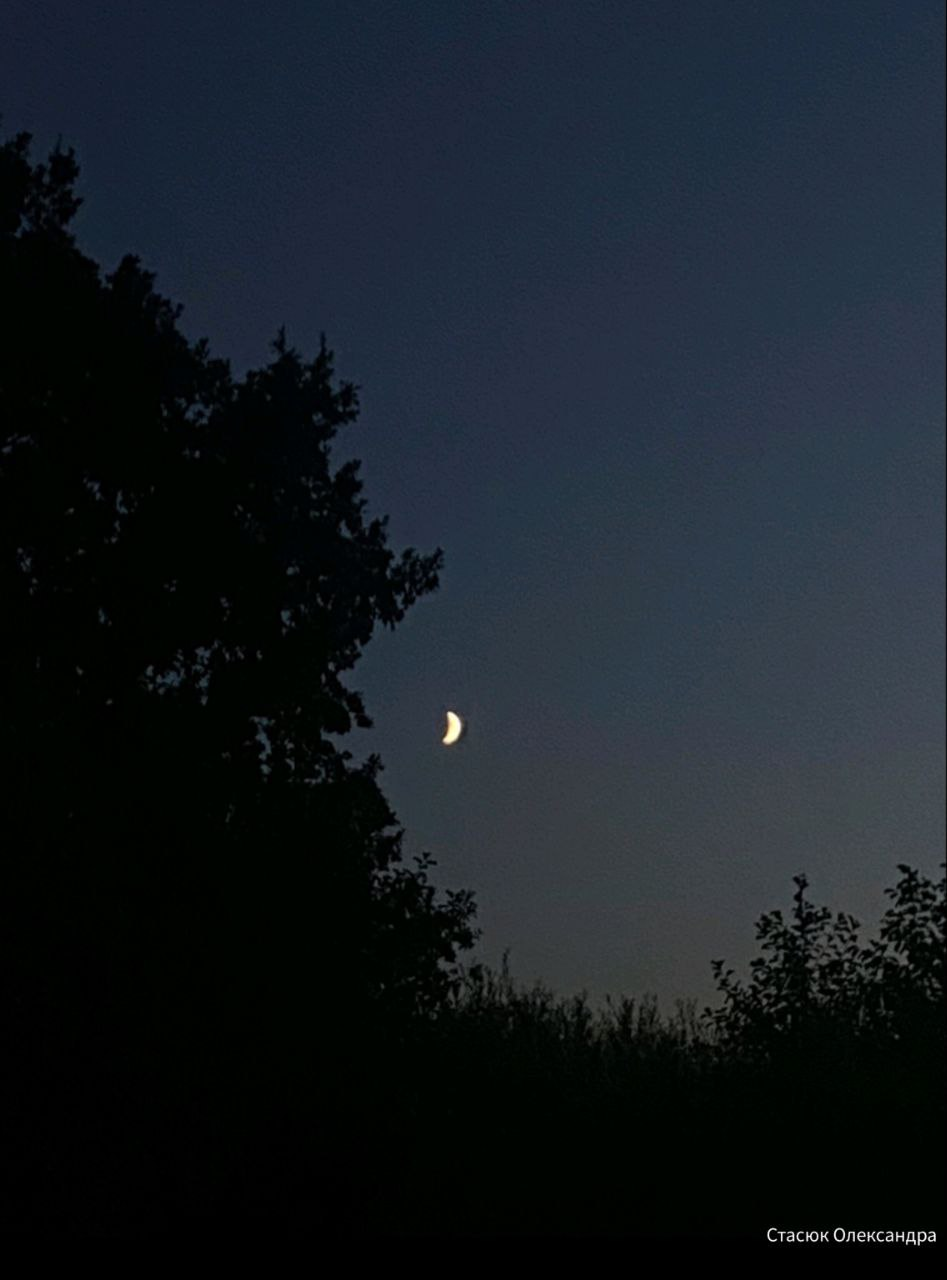

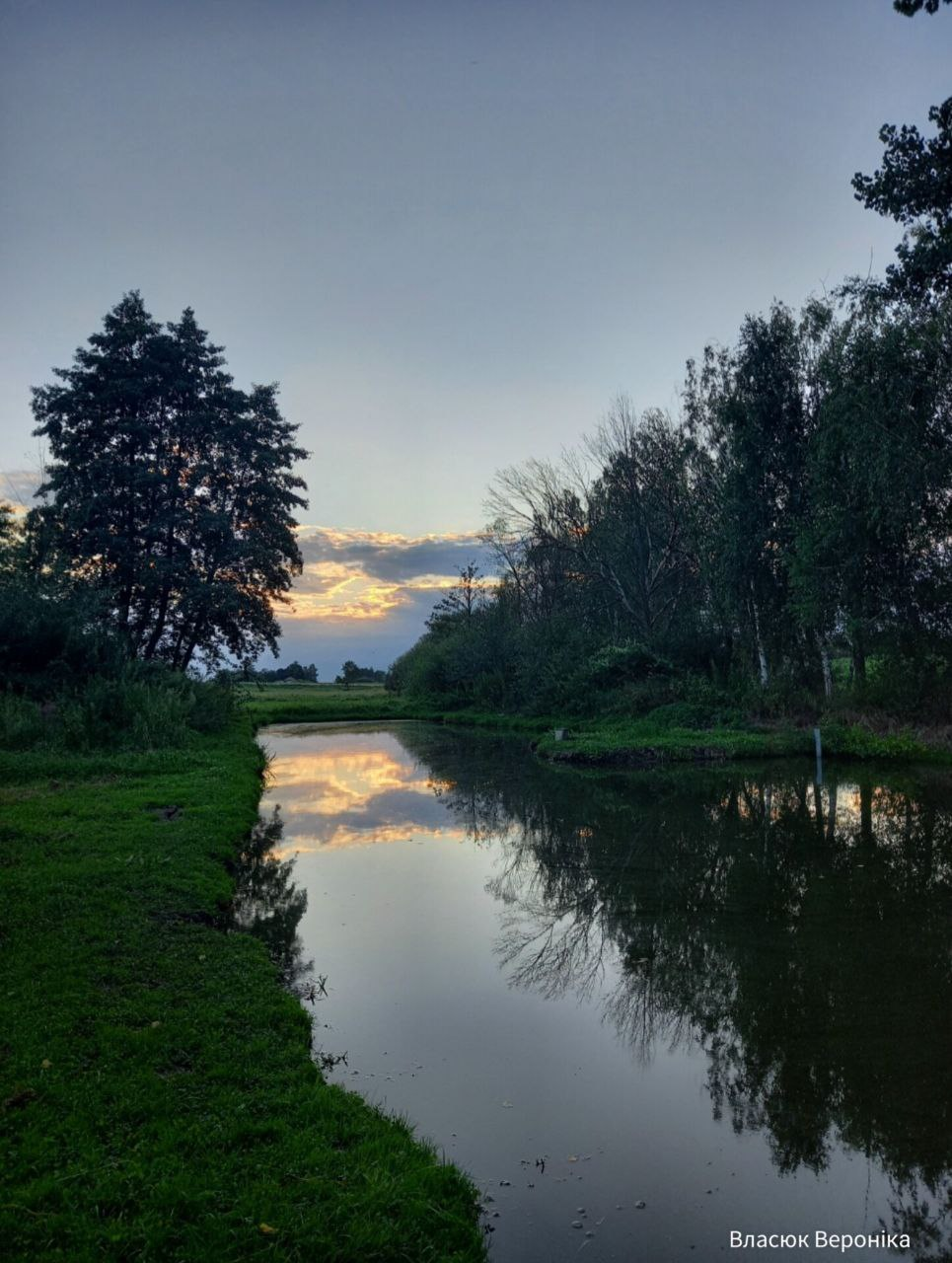

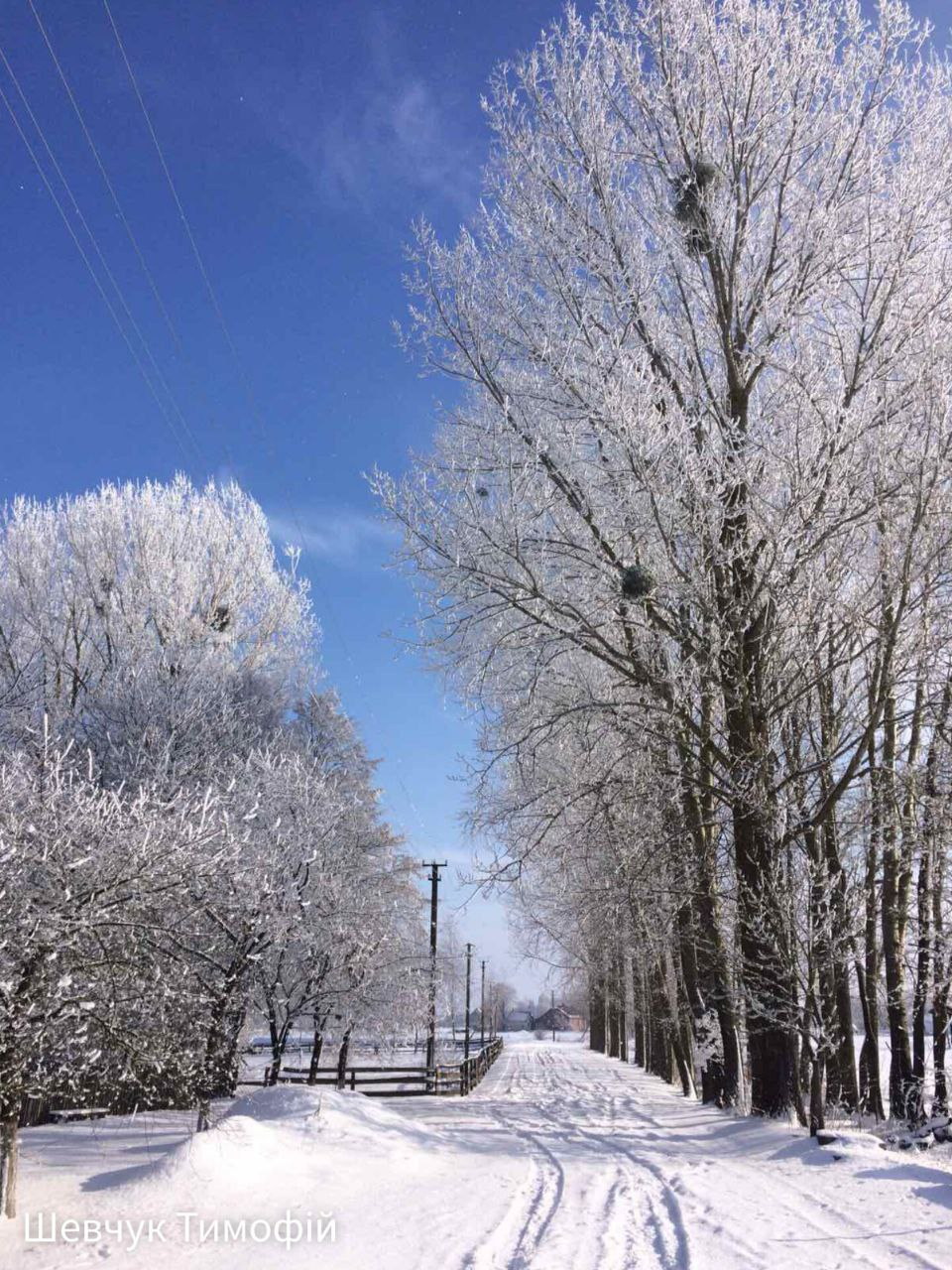

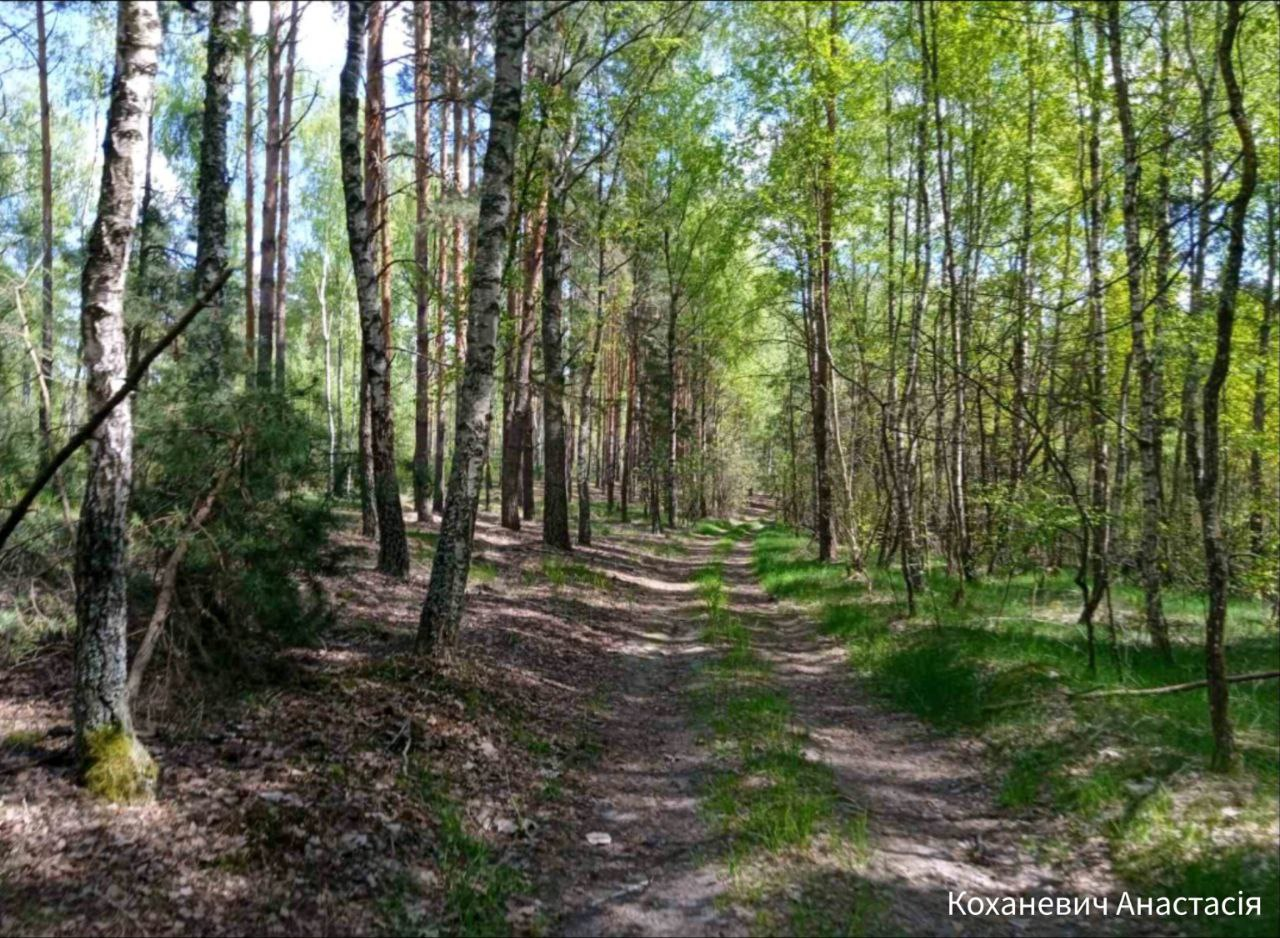

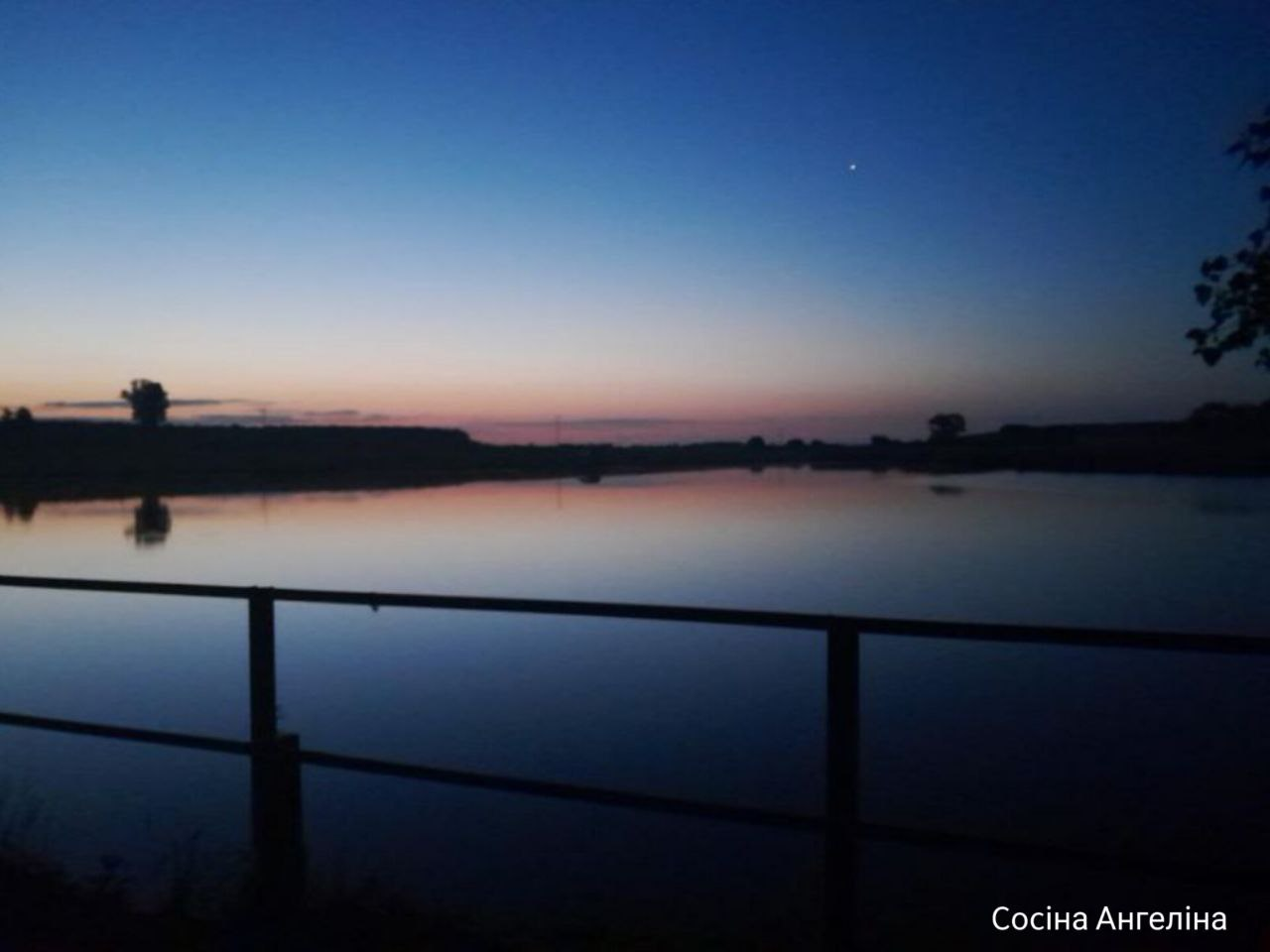

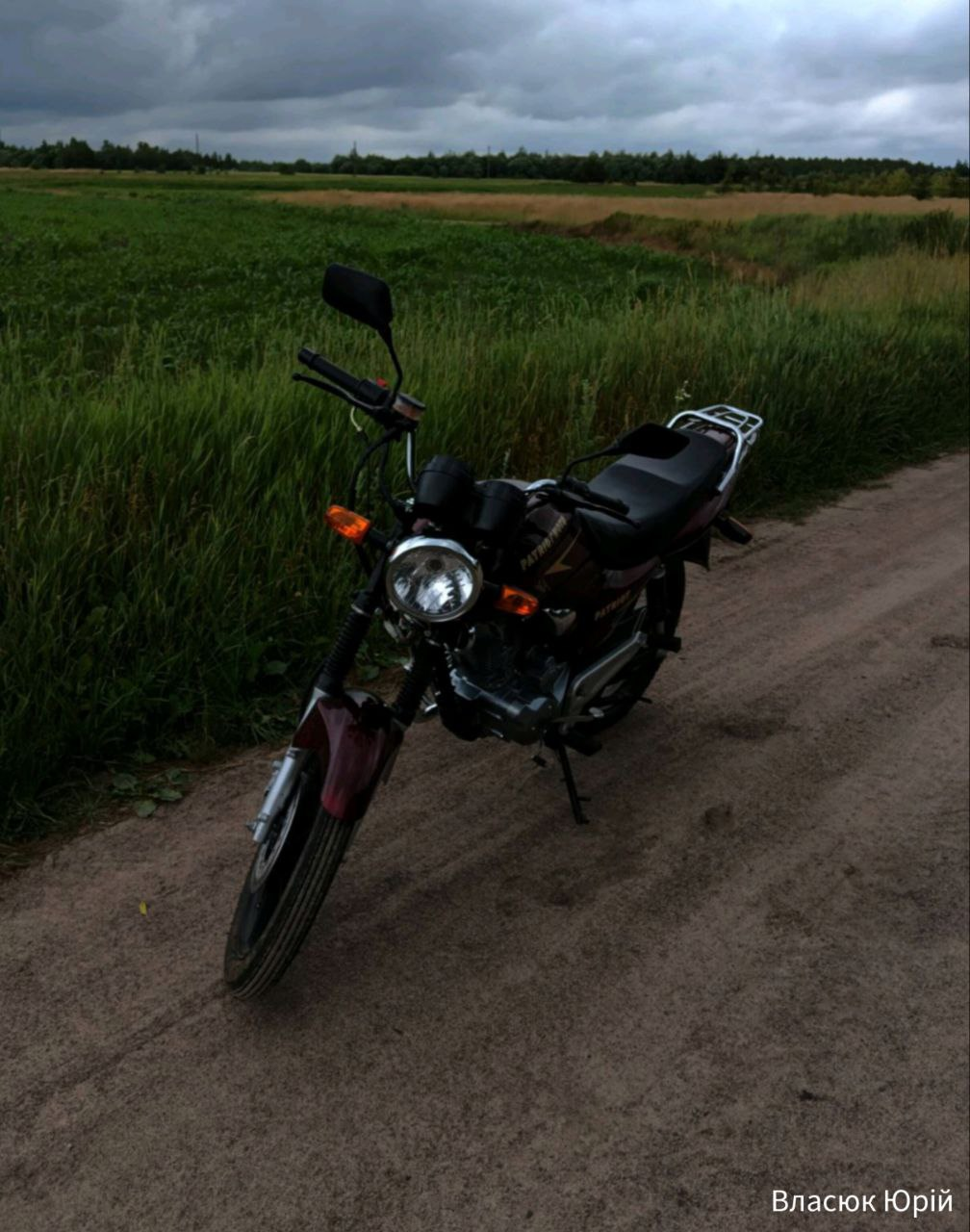

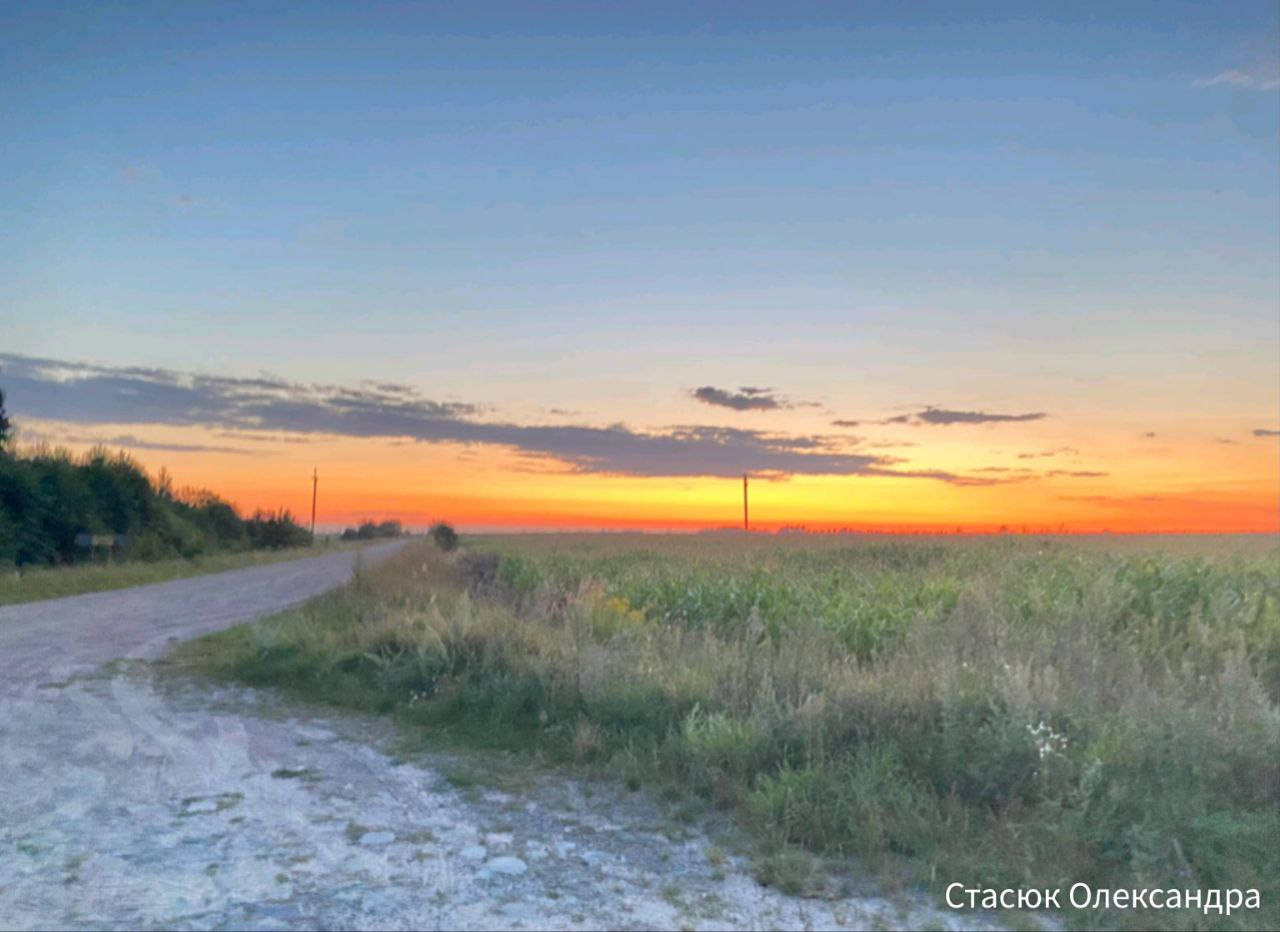
Стасюк Олександра

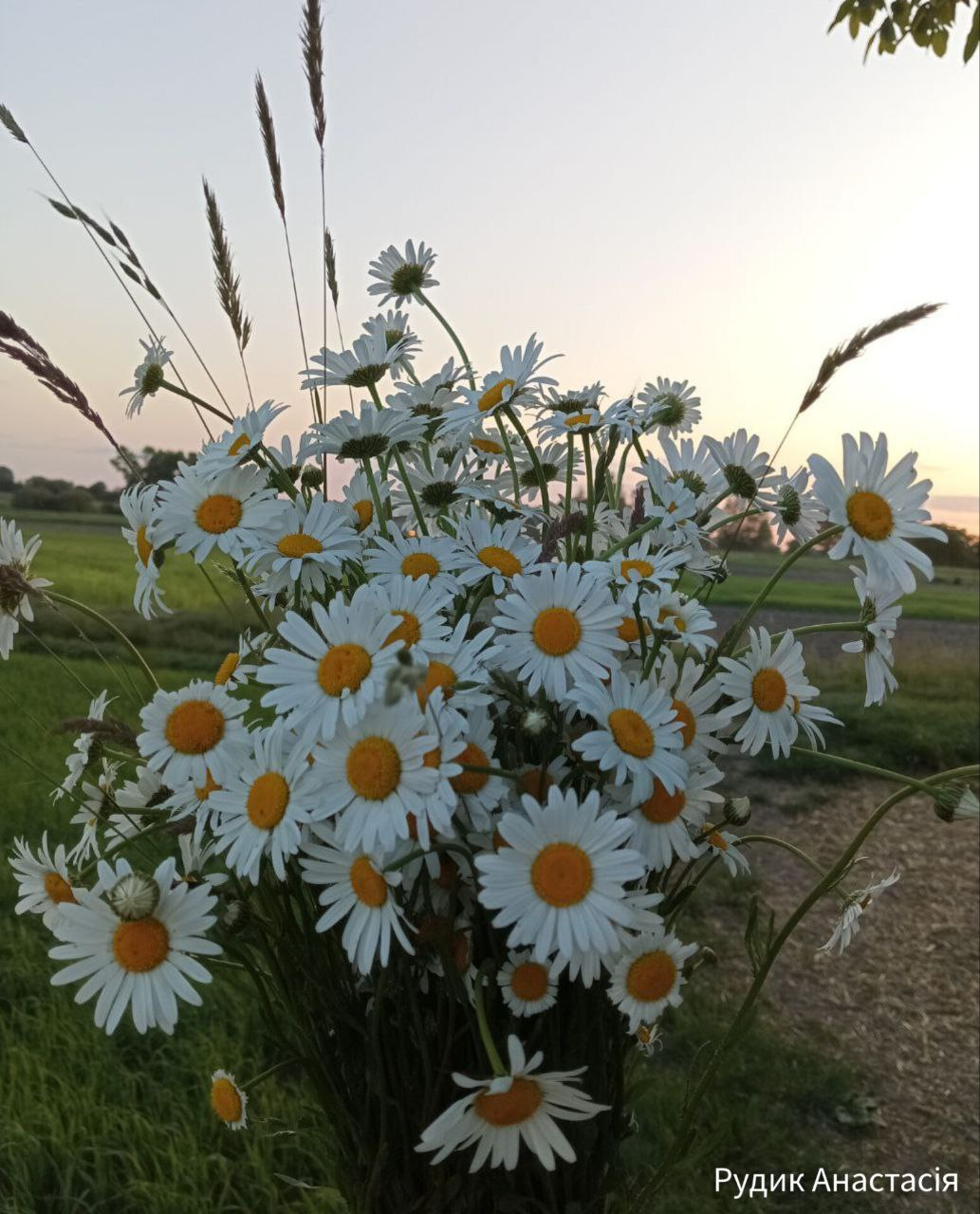

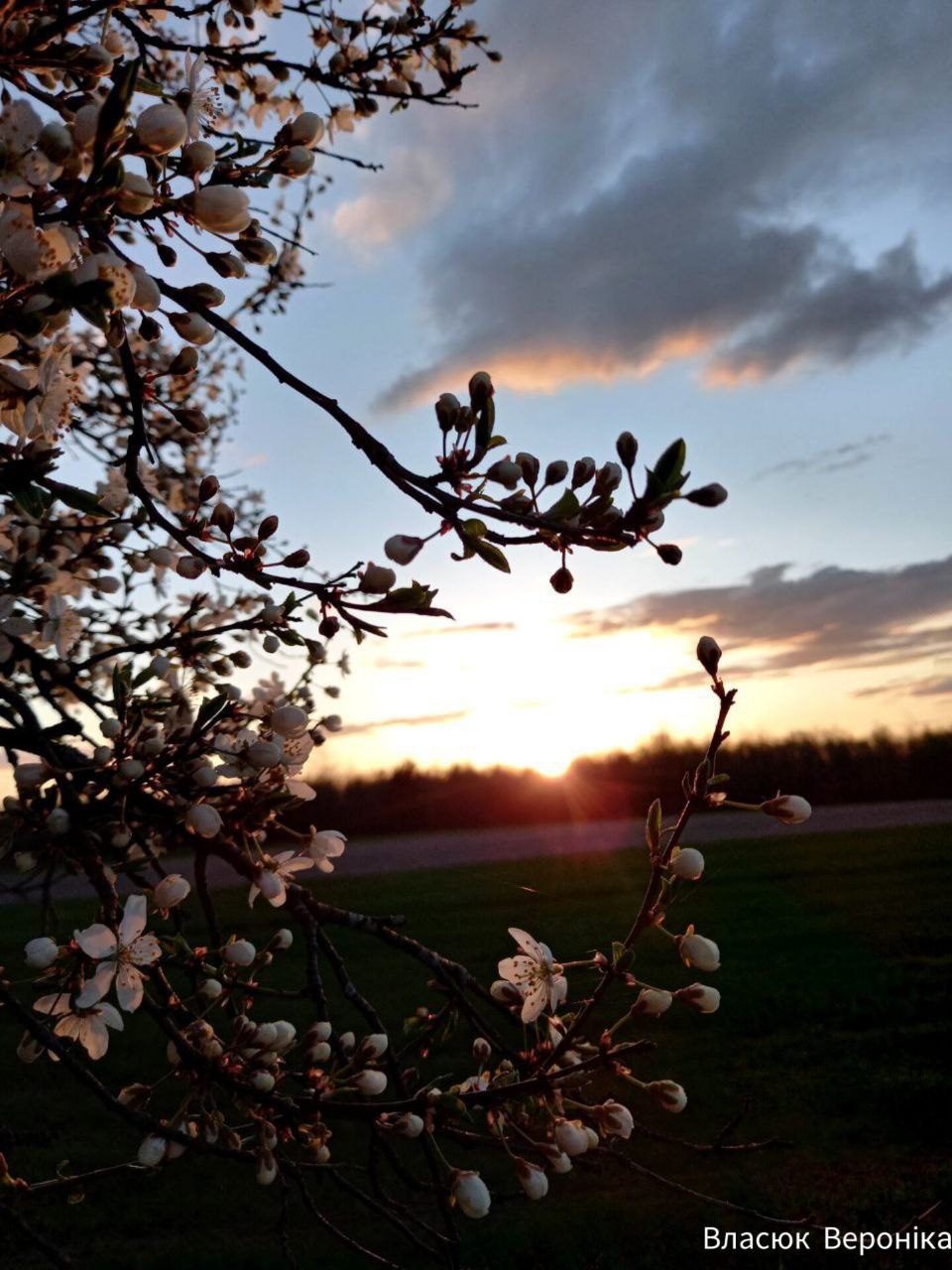

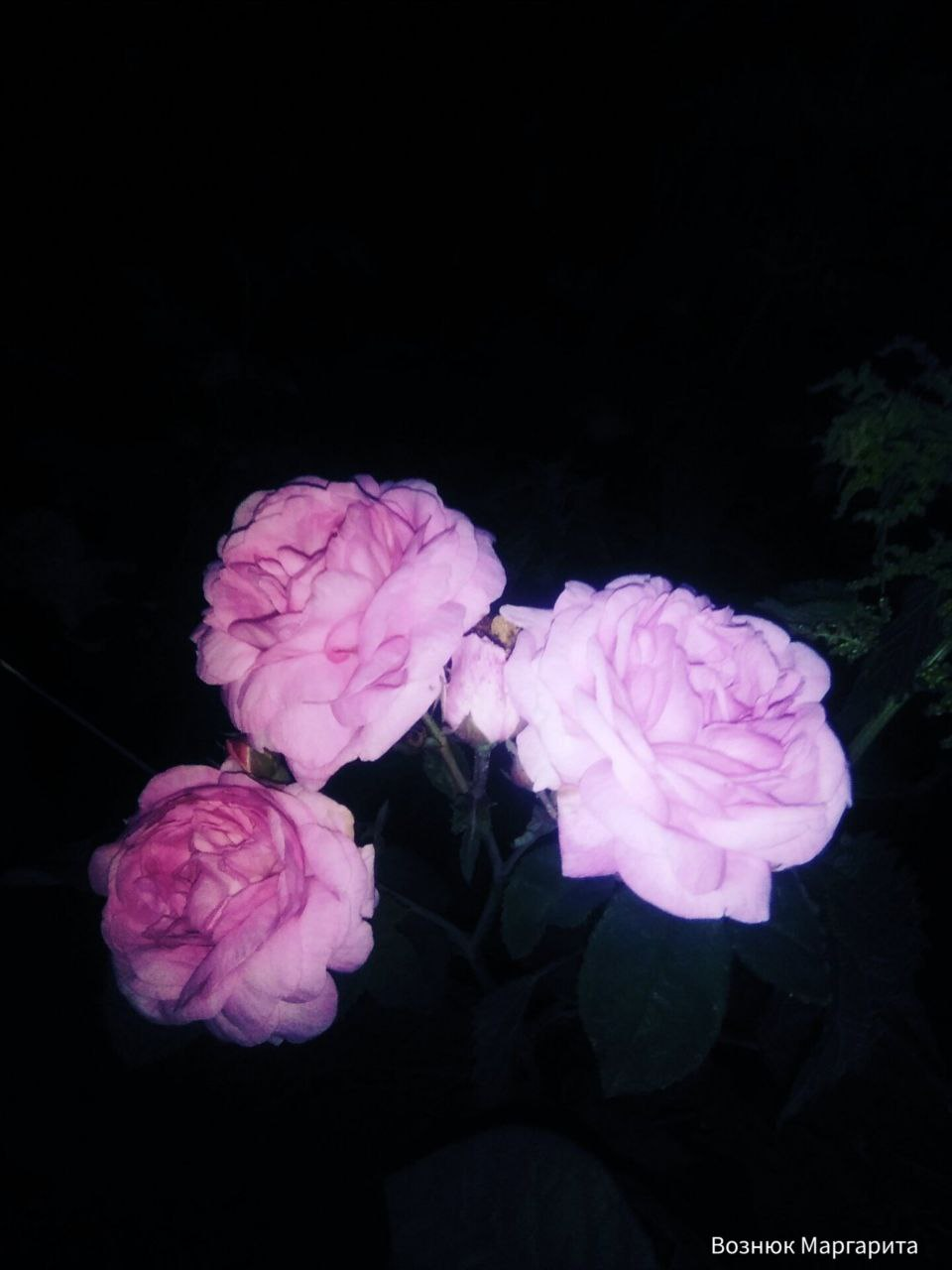

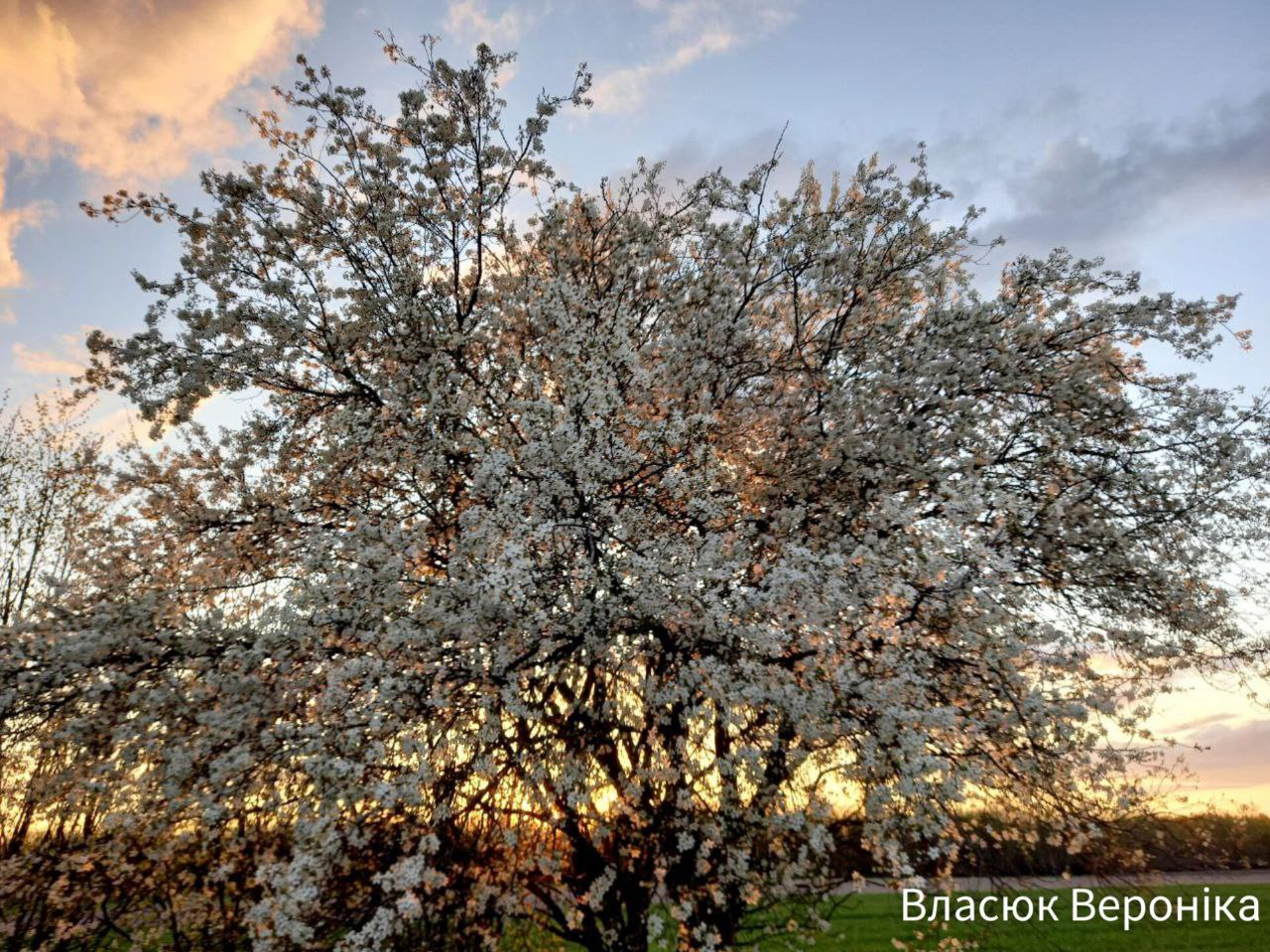

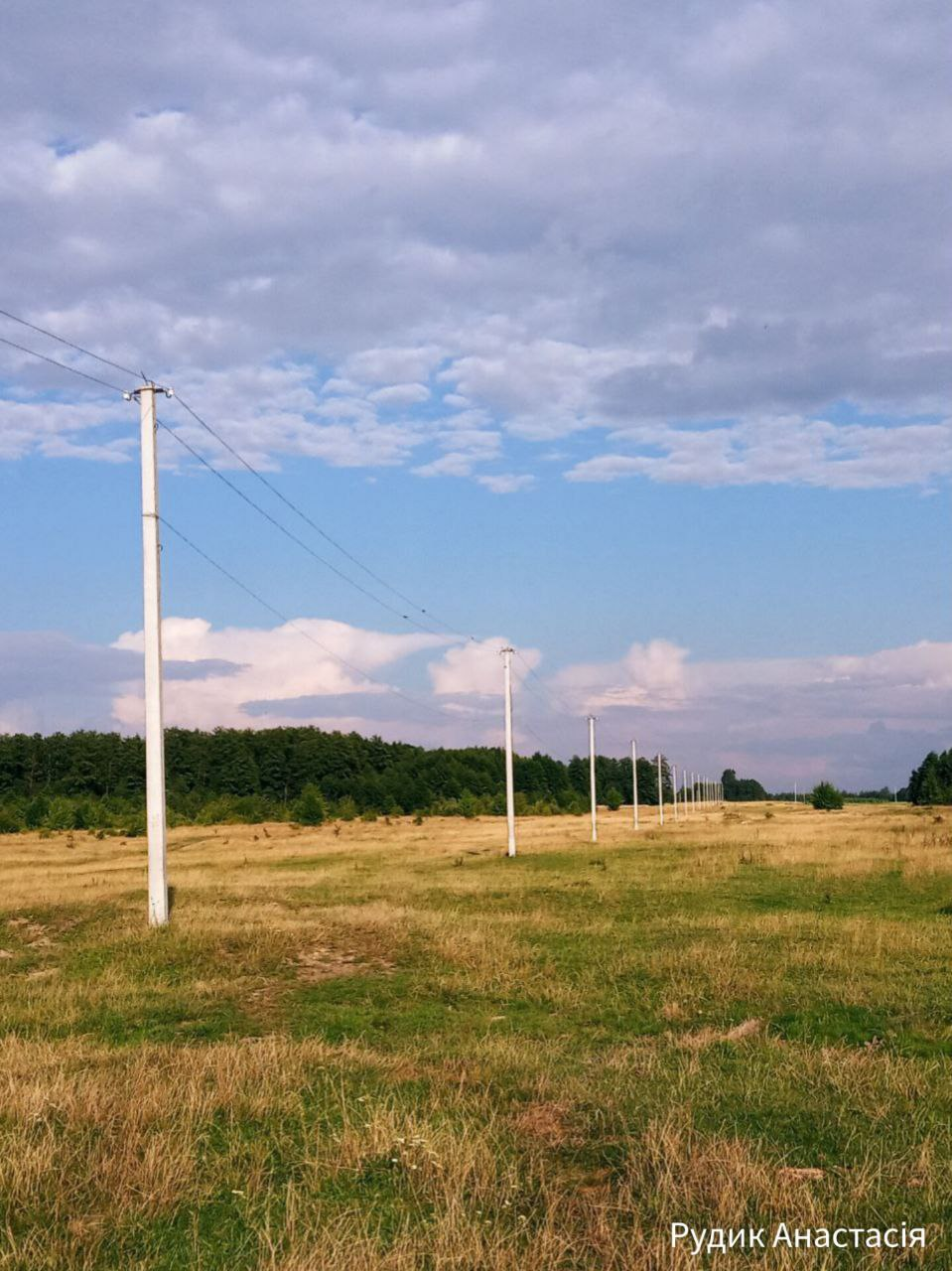

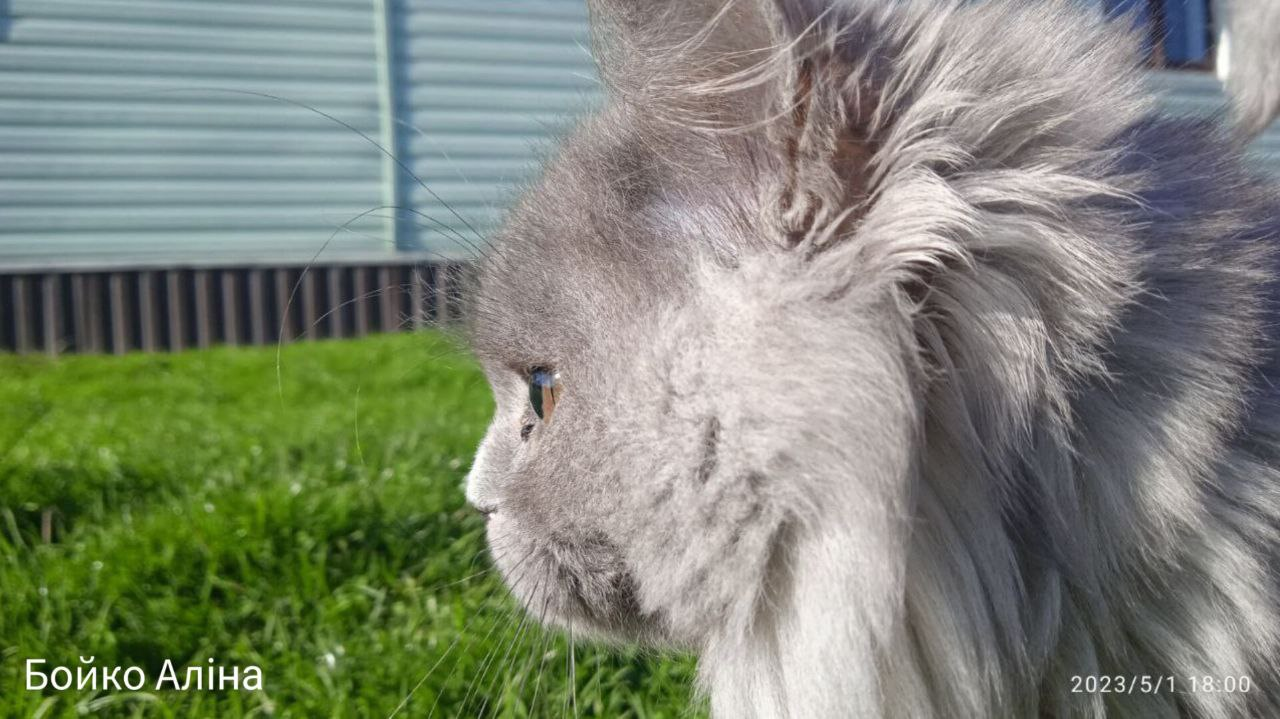

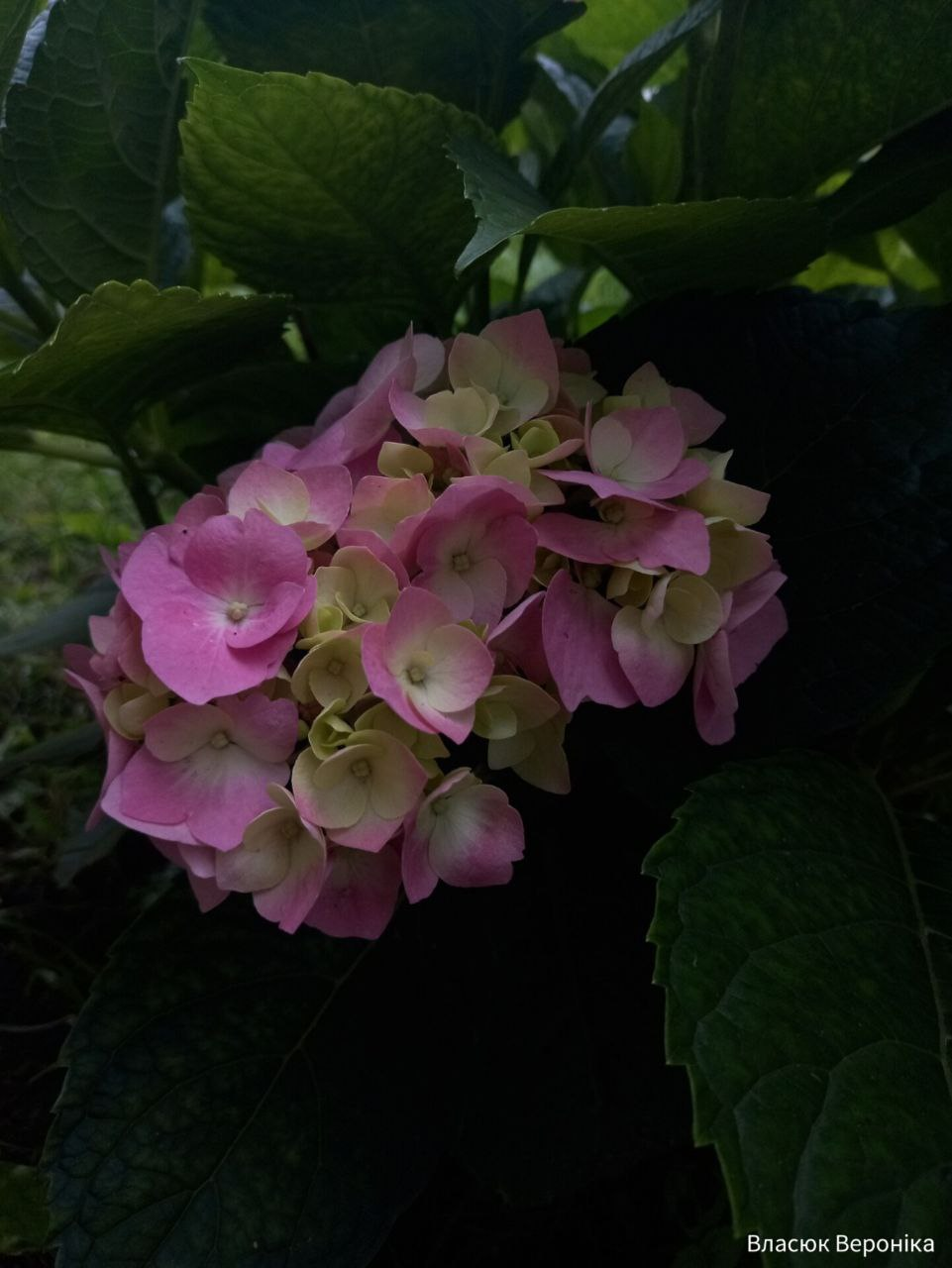

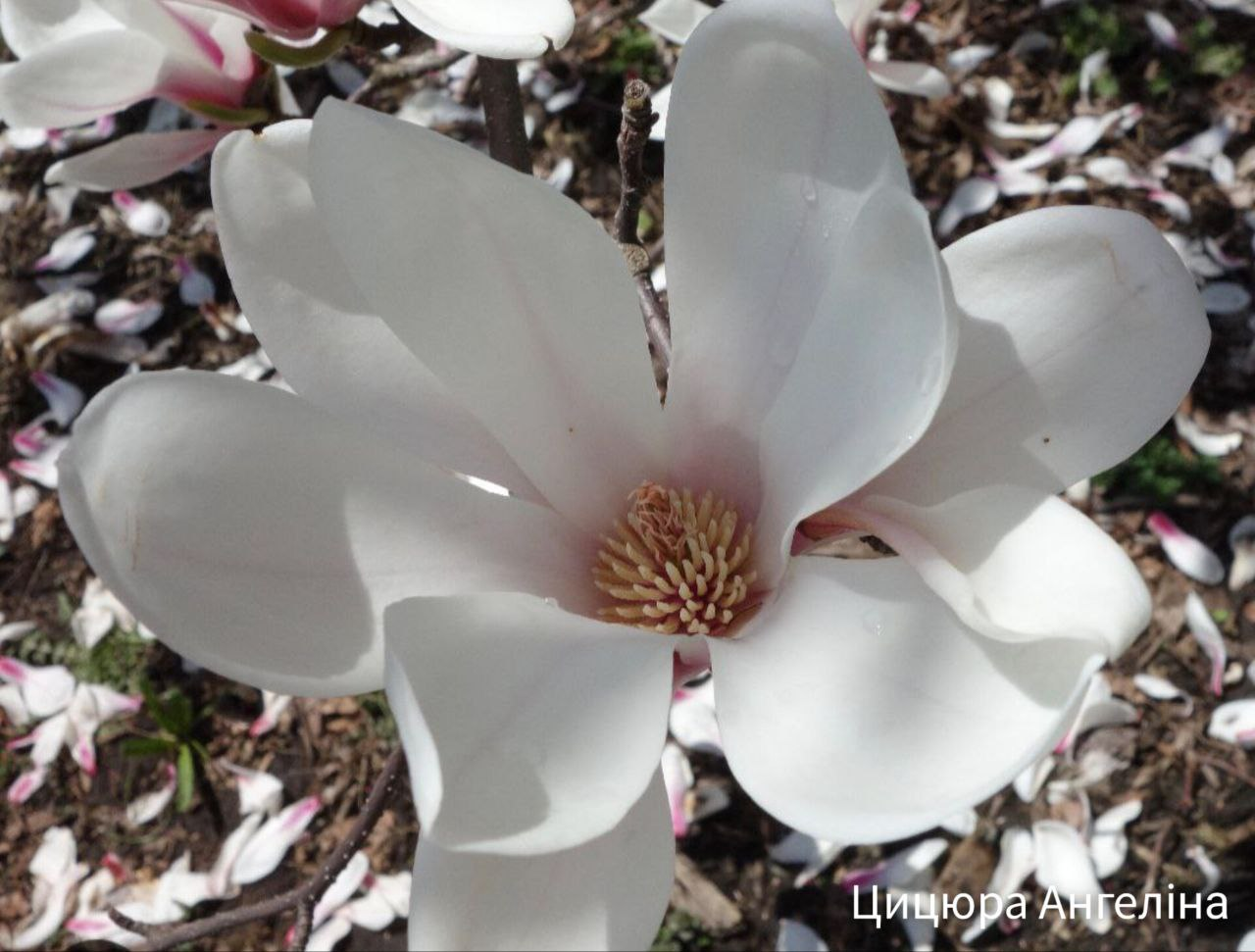

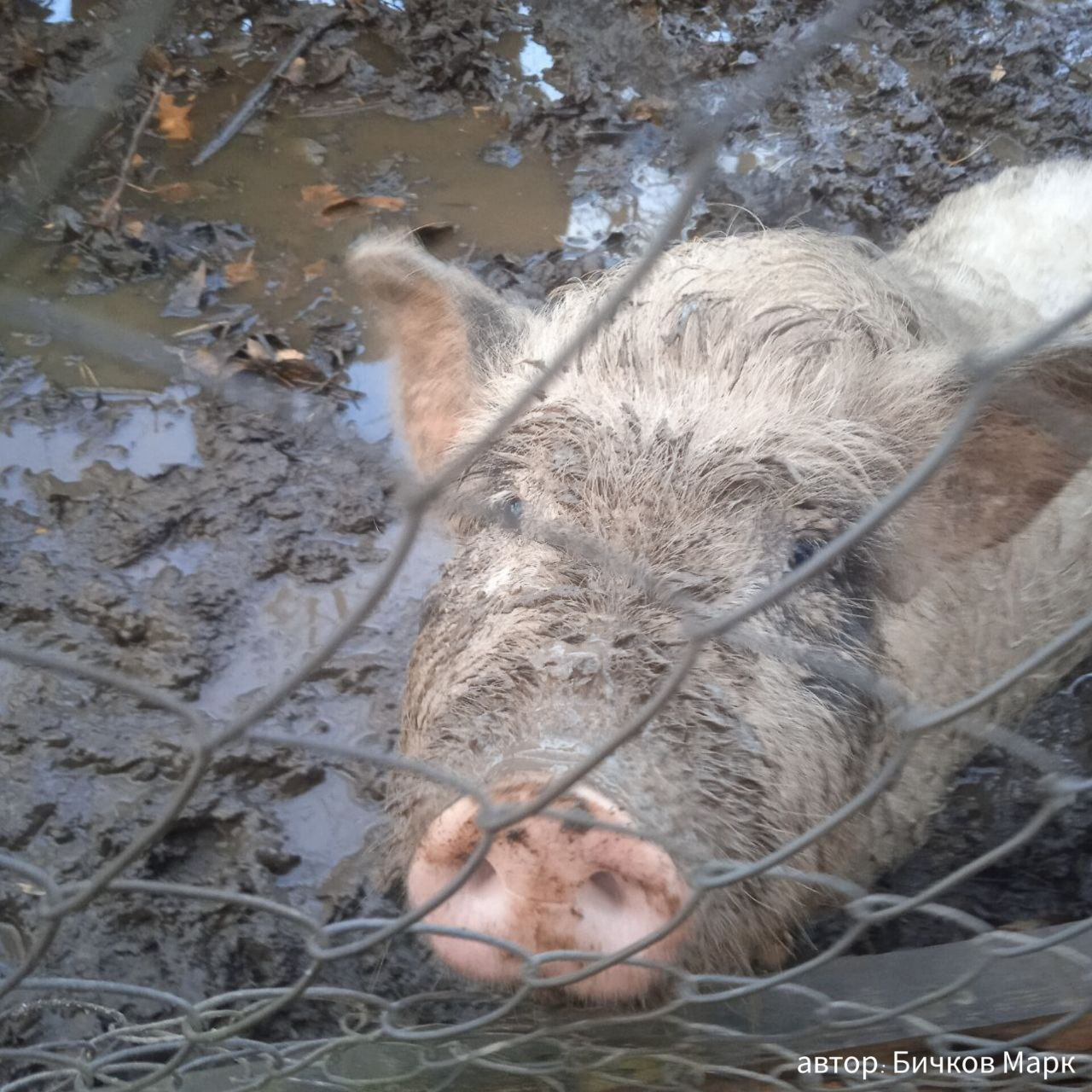

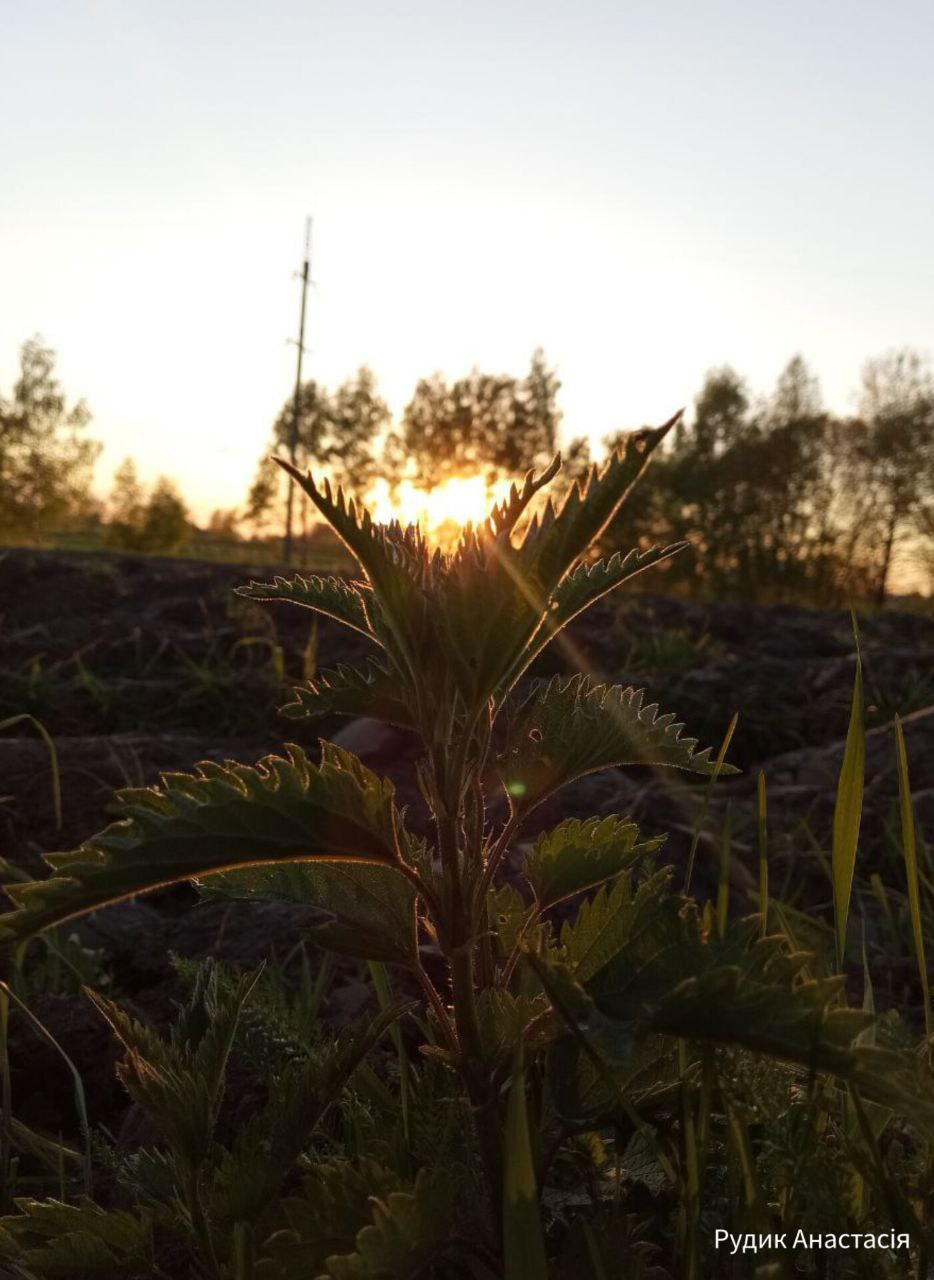

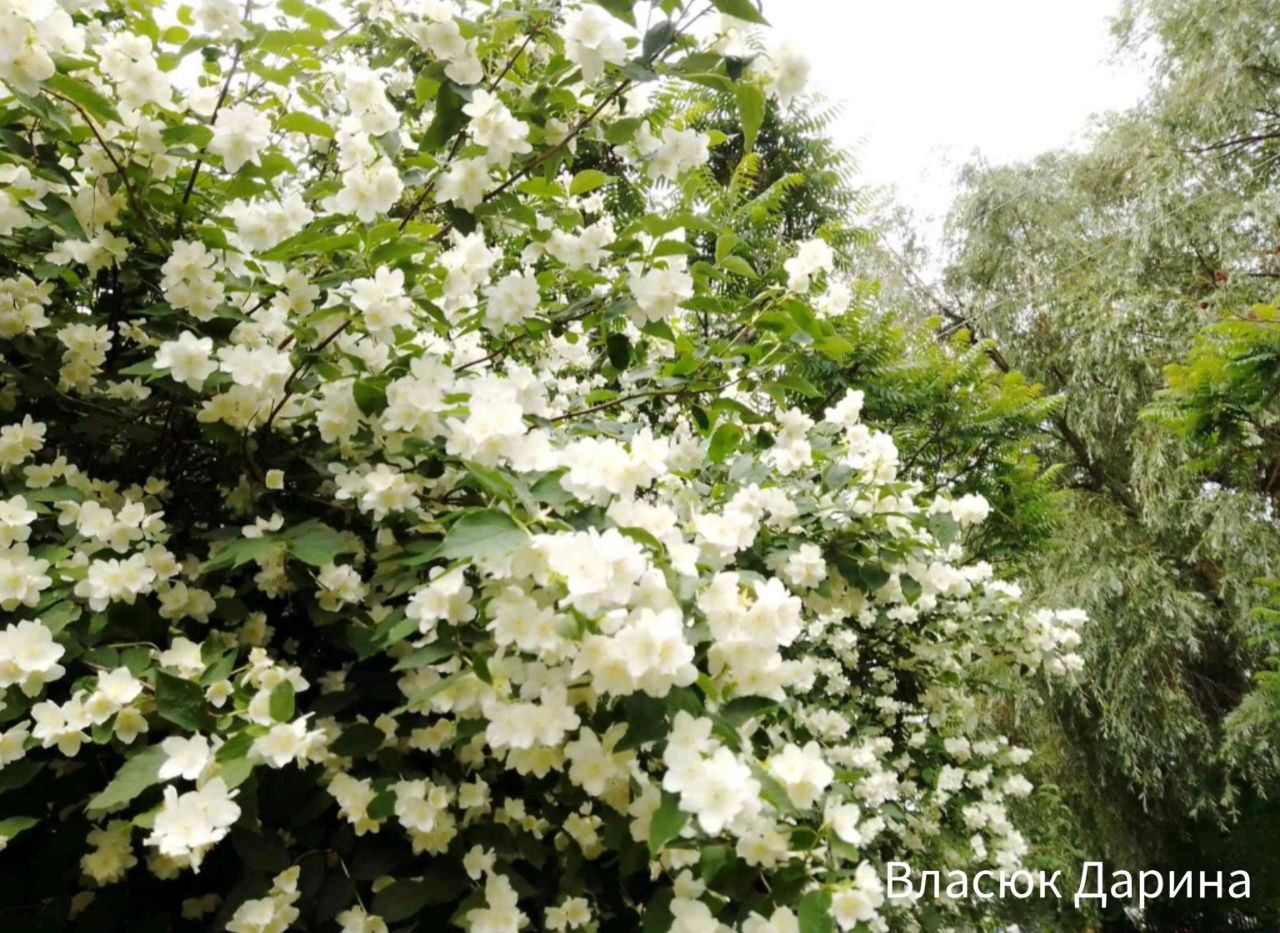

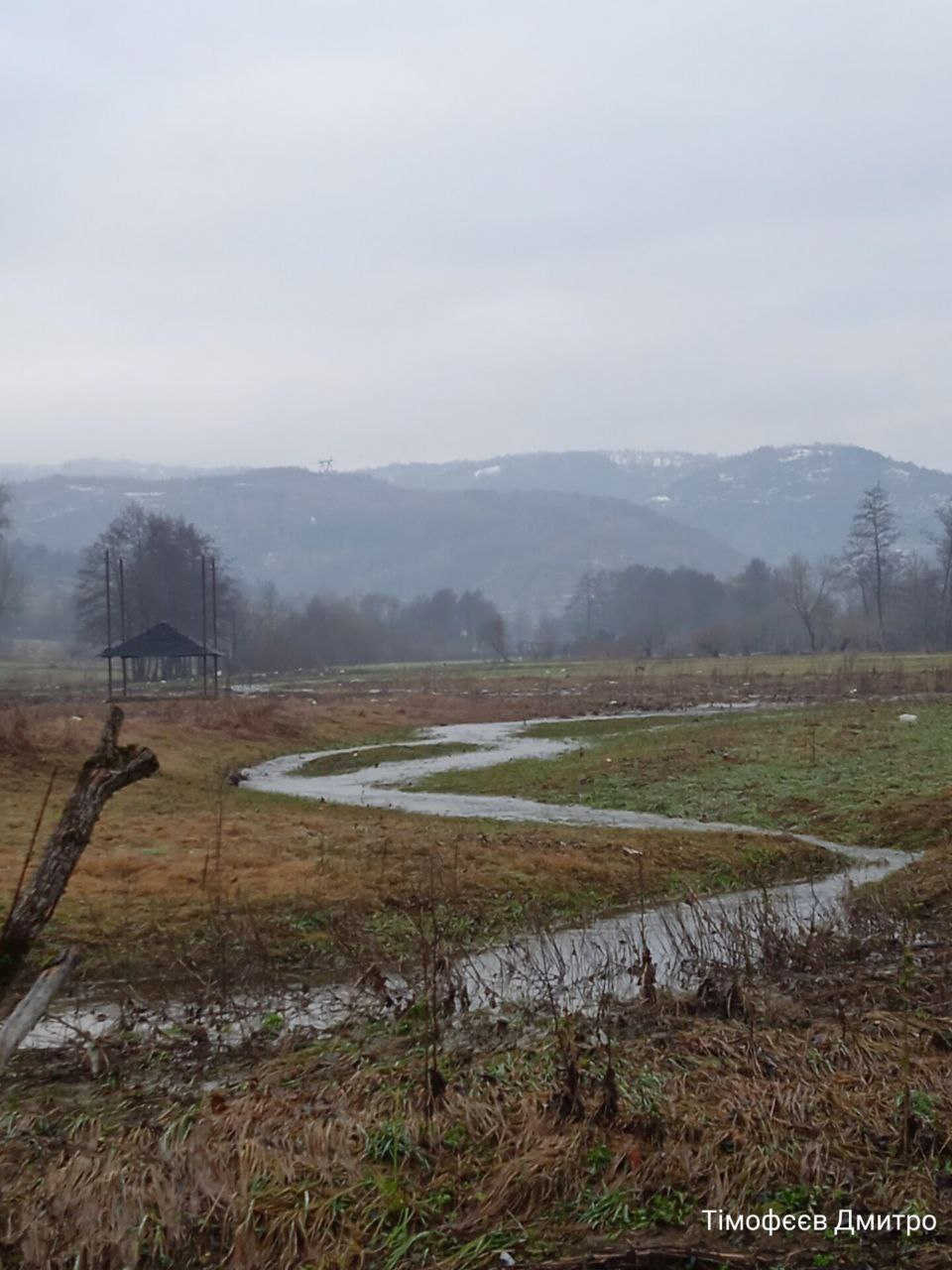

Коло́верти — село, у складі Корецької громади Рівненського району Рівненської області; колишній центр Коловертівської сільської ради. Населення — 554 особи; перша згадка — 1577 рік[джерело?]. У селі діють загальноосвітня школа І–ІІ ступенів, клуб, публічно-шкільна бібліотека, фельдшерсько-акушерський пункт, Свято-Покровська церква. У 1979 році встановлено пам'ятний знак землякам, які загинули у Німецько-радянській війні. Село газифіковане. На даний час працює магазин «Добриня», та магазин «Вікторія»
- 1898 р. — відкрито однокласне училище.

## Географія
Селом протікає річка Безіменна.

## Історія
У 1906 році село Межиріцької волості Рівненського повіту Волинської губернії. Відстань від повітового міста 54 верст, від волості 7. Дворів 69, мешканців 417.

## Символіка
Затверджена 12 квітня 2013 р. рішенням № 260 сесії сільської ради. Автор — Ю. П. Терлецький.

### Герб
На зеленому полі золотий коловерт у стовп, супроводжуваний по сторонам золотими підковами ріжками донизу. В червоній главі срібний уширений хрест. Щит обрамований золотим декоративним картушем i увінчаний золотою сільською короною.

### Прапор
Квадратне полотнище розділене вертикально на червону і зелену смуги (1:2). На червоній смузі білий уширений хрест; на зеленій жовтий коловерт в стовп, супроводжуваний по сторонам жовтими підковами ріжками донизу.

## Відомі люди
- Домінік Шибінський (28.03. 1730 — 12.07. 1799) — польський католицький ксьондз.
- Курчик Микола Якович (1924) — український повстанець, член ОУН. Учасник Норильського повстання. У неволі відбув 31 рік, 2 міс. і 25 днів (1948—1979). За завданням ОУН у 1941—1943 викладав історію в школі села.
- Хоменко Валентина Сергіївна (1958) — активний громадський діяч, директор школи з 2001 року, зробила великий внесок у розвиток освіти с. Коловерти, нагороджена нагрудним знаком «Відмінник освіти України» (2008 р.), самодіяльна поетеса, депутат районної ради.